# Sul cappello
Sul cappello è una delle più famose canzoni degli alpini.
Particolarmente adatta all'esecuzione da parte di un coro, è conosciuta anche con il nome di La penna nera o La penna sul cappello. È una canzone molto nota in quanto già nella prima strofa descrive una delle caratteristiche distintive del corpo degli alpini, ovvero la classica penna nera posizionata sul loro cappello. Fu cantata soprattutto durante la prima guerra mondiale. 

## Testo
c'è una lunga, c'è una lunga penna nera

che a noi serve, che a noi serve da bandiera

su pei monti, su pei monti a guerreggiar

Oilalà
Evviva, evviva il Reggimento

Evviva, evviva il Corpo degli Alpin

Su pei monti, su pei monti che noi saremo

pianteremo, pianteremo l'accampamento,

brinderemo, brinderemo al reggimento,

viva il Corpo, viva il Corpo degli Alpin

Oilalà

Su pei monti, su per monti che noi saremo,

coglieremo, coglieremo le stelle alpine

per donarle, per donarle alle bambine,

farle piangere, farle piangere e sospirar

Oilalà

Farle piangere, farle piangere e sospirare

nel pensare, nel pensare ai begli Alpini

che fra i ghiacci, che fra i ghiacci e gli scalini

van sui monti, van sui monti a guerreggiar

Oilalà

Evviva, evviva il Reggimento

Evviva, evviva il Corpo degli Alpin»
Nel ritornello, il termine "Corpo", a seconda del reggimento che cantava il brano, poteva essere sostituito con il numero del reggimento stesso, ad esempio "Evviva, evviva il Sesto degli Alpin".